# Urs (Vorname)
Urs (selten Ursus) ist ein männlicher Vorname, der auf den Heiligen Ursus zurückgeht und in der Schweiz sehr häufig, im sonstigen deutschsprachigen Raum selten anzutreffen ist; dort ist die weibliche Form Ursula weiter verbreitet.

## Herkunft
Ursus ist lateinisch und bedeutet auf Deutsch „Bär“.

## Varianten
Ursus, Ursin, Urso, italienisch: Orso.

## Namensträger
- Urs Amacher (* 1949), Schweizer Historiker
- Urs von Arx (* 1943), Schweizer Theologe
- Hans Urs von Balthasar (1905–1988), Schweizer Theologe
- Urs Baumann (* 1941), Schweizer Theologe
- Urs Berner (* 1944), Schweizer Schriftsteller
- Urs Bitterli (1935–2021), Schweizer Historiker
- Urs Blöchlinger (1954–1995), Schweizer Jazzmusiker und Komponist
- Urs Boeck (1933–2024), deutscher Architekt, Kunsthistoriker und Denkmalpfleger
- Urs Bühler (* 1959), Schweizer Drehbuchautor
- Urs Bühler (* 1971), Schweizer Tenor, Sänger bei Il Divo
- Urs Bührer (* 1942), Schweizer Komponist, Organist und Musikpädagoge
- Urs Dietrich (* 1958), Schweizer Tänzer und Choreograf
- Urs Egger (1953–2020), Schweizer Film- und Fernsehregisseur
- Urs Eggli (* 1959), Schweizer Botaniker
- Urs Egli (1941–2018), Schweizer Sprachwissenschaftler
- Urs Eiholzer (* 1951), Schweizer Arzt und Fachautor
- Urs Paul Engeler (* 1950), Schweizer Journalist
- Urs Faes (* 1947), Schweizer Schriftsteller
- Urs Fischer (* 1966), Schweizer Fußballtrainer und ehemaliger -spieler
- Urs Flühmann (* 1962), Schweizer Orientierungsläufer
- Urs Joseph Flury (* 1941), Schweizer Komponist
- Urs Frauchiger (1936–2023), Schweizer Musiktheoretiker, Autor und Cellist
- Urs Freuler (* 1958), Schweizer Radrennfahrer
- Urs Fueglistaller (* 1961), Schweizer Wirtschaftswissenschaftler
- Urs P. Gasche (* 1945), Schweizer Journalist und Publizist
- Urs N. Glutz von Blotzheim (* 1932), Schweizer Zoologe
- Urs Peter Halter (* 1974), Schweizer Schauspieler
- Urs K. Hedinger (* 1936), Schweizer Erziehungswissenschaftler
- Urs Hefti (1944–2008), Schweizer Schauspieler und Ensemblemitglied des Wiener Burgtheaters
- Urs Hostettler (* 1949), Schweizer Spieleerfinder
- Urs Imboden (* 1975), Schweizer Skirennfahrer
- Urs Jaeggi (1931–2021), Schweizer Schriftsteller
- Urs Kalecinski (* 1998), deutscher Bodybuilder
- Urs Kälin (* 1966), Schweizer Skirennläufer
- Urs Kindhäuser (* 1949), deutscher Jurist und Professor für Strafrecht
- Urs Kramer (* 1971), deutscher Jurist
- Urs Küry (1901–1976), christkatholischer Bischof der Schweiz (1955–1972)
- Urs Leimgruber (* 1952), Schweizer Jazz-Saxophonist
- Urs Liska (1973–2024), deutscher Pianist und Musiktheoretiker
- Urs Lott (1948–2012), Schweizer Eishockeyspieler
- Urs Lüthi (* 1947), Schweizer Fotograf, Maler, Video-, Performance- und Installationskünstler
- Urs Mangold (* 1954), Schweizer Ländlermusikant und Kapellmeister
- Urs Mannhart (* 1975), Schweizer Schriftsteller
- Urs Martin (* 1979),  Schweizer Politiker (SVP)
- Urs Marti (* 1967), Schweizer Politiker (FDP) und Unternehmer
- Urs Meier (* 1959), Schweizer Fußballschiedsrichter
- Urs Meier (* 1961), Schweizer Fußballspieler und -trainer
- Urs A. Meyer (* 1938), Schweizer Arzt und Pharmakologe
- Urs Müller-Plantenberg (* 1937), deutscher Soziologe, Lateinamerikanist und Historiker
- Urs Niggli (* 1953), Schweizer Agrarwissenschaftler
- Urs Odermatt (* 1955), Schweizer Regisseur
- Urs Rauber (* 1948), Schweizer Journalist und Schriftsteller
- Urs Rechn (* 1978), deutscher Regisseur und Schauspieler
- Urs Remond (* 1964), Schweizer Schauspieler und Regisseur
- Urs Richle (* 1965), Schweizer Schriftsteller
- Urs Rohner (* 1959), Schweizer Wirtschaftsjurist und Manager
- Urs Rohrer (1977–2022), Schweizer Jongleur
- Urs Schaub (* 1951), Schweizer Regisseur und Schriftsteller
- Urs Schönenberger (* 1959), Schweizer Fußballspieler und -trainer
- Urs Schwaller (* 1952), Schweizer Politiker (CVP)
- Urs Schwarzenbach (* 1948), Schweizer Financier, Kunstsammler und Hotelbesitzer
- Urs Siegenthaler (* 1947), Schweizer Fußballspieler und Scout
- Urs Sonderegger (* 1964), Schweizer Rennfahrer und Unternehmer
- Urs Martin Strub (1910–2000), Schweizer Psychiater, Lyriker und Essayist
- Urs Suter (* 1959), Schweizer Fußballspieler
- Urs Tinner (* 1965), Schweizer Ingenieur und ehemaliger Agent
- Urs-Peter Twellmann (* 1959), Schweizer Bildhauer
- Urs Villiger (* 1971), Schweizer Schauspieler
- Urs Voerkel (1949–1999), Schweizer Jazzpianist
- Urs von Wartburg (* 1937), Schweizer Leichtathlet
- Ursus Wehrli (* 1969), Schweizer Kabarettist, Bildender Künstler, Fotograf und Aktionskünstler
- Urs Widmer (1927–2018), Schweizer Politiker, Stadtpräsident von Winterthur
- Urs Widmer (1938–2014), Schweizer Schriftsteller
- Urs Fabian Winiger (* 1976), deutscher Schauspieler
- Urs Zimmermann (* 1959), Schweizer Radrennfahrer
- Urs Ziswiler (* 1949), Schweizer Diplomat

## Namensteil
- David Urs de Margina (1816–1897), österreichischer Offizier (Oberst) und Theresienritter

## Fiktive Personen
- Schellen-Ursli, Protagonist einer Schweizer Kindergeschichte

## Verbreitung
Laut amtlicher Statistik gab es per 2015 in der Schweiz jeweils weniger als 10 Männer namens Urs mit den Geburtsjahrgängen 2005 bis 2015.